# Coalition PLUS
 (avril 2020).
Coalition PLUS, créée en 2008, est une coalition internationale d’ONG communautaires de lutte contre le sida et les hépatites virales. L’objectif est de regrouper et mettre en commun les savoir-faire de différentes associations internationales de lutte contre le sida. Son siège est basé à Pantin, France.

## Adhérents
En 2025, Coalition PLUS regroupe 18 adhérents :
- 4 membres fondateurs (AIDES[3] en France, ALCS[4] au Maroc, ARCAD Santé PLUS[5] au Mali et COCQ-SIDA[6] au Québec) ;
- 11 membres réguliers (ANCS[7] au Sénégal, ANSS-Santé-PLUS[8] au Burundi, ARAS[9] en Roumanie, GAT[10] au Portugal, Malaysian AIDS Council[11] en Malaisie, Fundación Huésped[12] en Argentine, CO 100% LIFE[13] en Ukraine, IpDH[14] en Bolivie, Kimirina[15] en Equateur, PILS[16] à Maurice et REVS+[17] au Burkina Faso) ;
- 3 membres personnes physiques qualifiées.

## Faits notoires
Coalition PLUS intervient aujourd'hui dans une cinquantaine de pays auprès d’une centaine d’organisations de la société civile.
Coalition PLUS est par ailleurs labellisée en France, par le Comité de la Charte depuis 2016, « Don en confiance ».
En 2018, à l'occasion des 10 ans de la création de la coalition, RFI a réalisé une émission sur Coalition PLUS.